# Acalitus rubensis
Acalitus rubensis är en spindeldjursart som beskrevs av David C.M. Manson 1970. Acalitus rubensis ingår i släktet Acalitus och familjen Eriophyidae. Inga underarter finns listade i Catalogue of Life.